# Aëla
Aëla est une série de bande dessinée d'aventure dont l'action se déroule chez les Vikings. Elle est publiée chez Dupuis, dans la collection Repérages. 
- Scénario : Pascal Bertho
- Dessins : Stéphane Duval
- Couleurs : Nadine Thomas

## Albums
1. Princesse viking  (2006)
2. L'Homme d'or (2007)
3. Le Prince de nulle part (2008)